# Кіровська сільська рада (Топчихинський район)
Кі́ровська сільська рада (рос. Кировский сельский совет) — сільське поселення у складі Топчихинського району Алтайського краю Росії.
Адміністративний центр — селище Кіровський.

## Населення
Населення — 1360 осіб (2019; 1467 в 2010, 1626 у 2002).

## Склад
До складу сільської ради входять:
| Населений пункт    | Населення, осіб (2002) | Населення, осіб (2010) |
| ------------------ | ---------------------- | ---------------------- |
| Кіровський, селище | 1139                   | 1030                   |
| Крутий Лог, село   | 8                      | 5                      |
| Садовий, селище    | 139                    | 117                    |
| Топольний, селище  | 340                    | 315                    |